# نورثروپ گرومن ام‌کیو-۸سی فایر اسکات
نورثروپ گرومن ام‌کیو-۸سی فایر اسکات (به انگلیسی: Northrop Grumman MQ-8C Fire Scout) همچنین با نام نورثروپ گرومن ام‌کیو-۸سی فایر-ایکس یک هواپیمای ساختِ کارخانهٔ نورثروپ گرومن در کشور ایالات متحده آمریکا است. نخستین استفاده‌کنندهٔ این هواپیما نیروی دریایی ایالات متحده آمریکا بوده‌است. این هواپیما برای نخستین بار در ۲۰۱۳ میلادی مورد استفاده قرار گرفت.

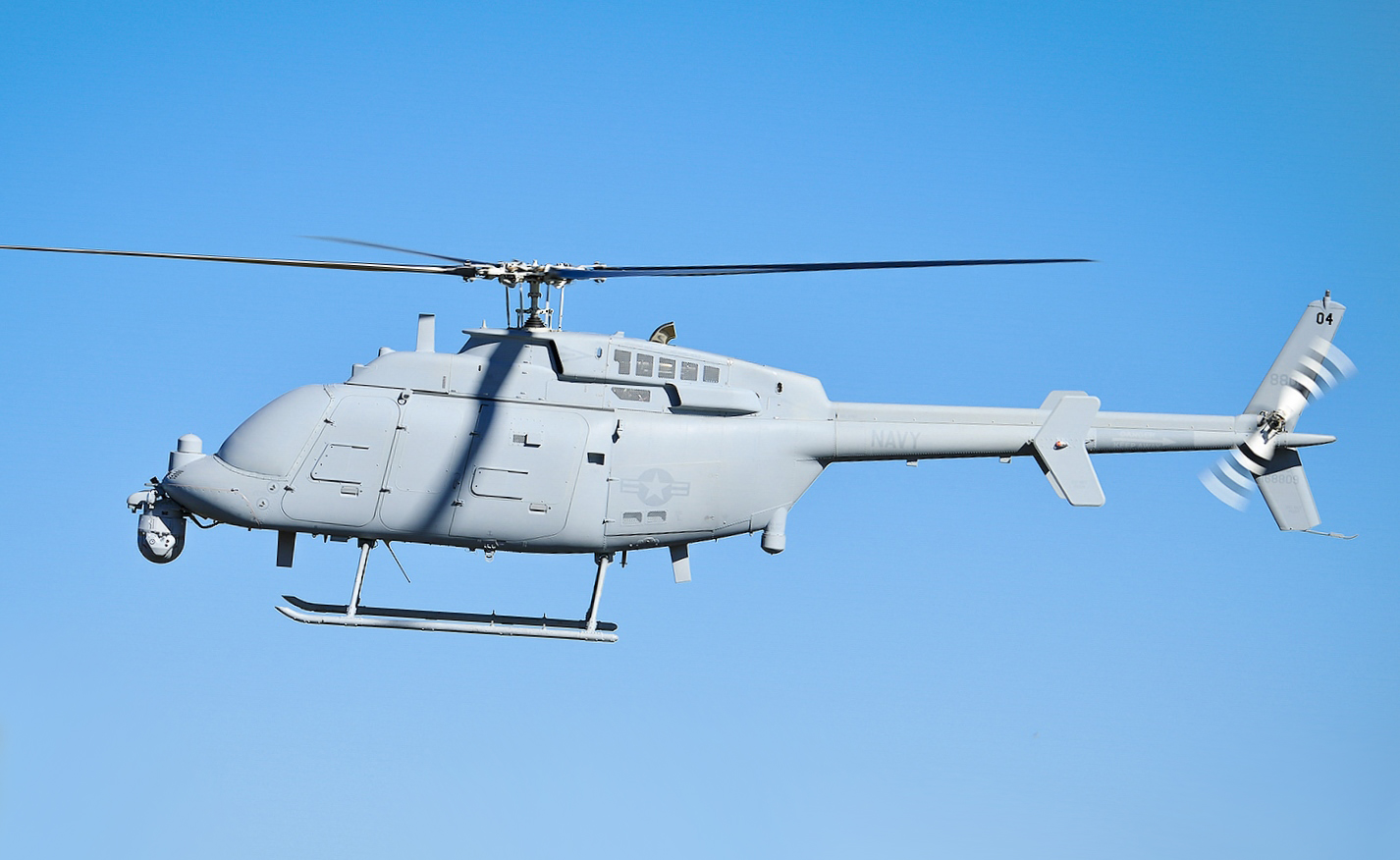